# Febri
『Febri』（フェブリ）は、一迅社が刊行する雑誌、および同名のWebメディア。雑誌は2010年7月24日に創刊され、Webメディアは2021年3月16日より運営されている。
2009年12月に休刊した『キャラ☆メル』をリニューアルする形で誕生し、2020年8月18日発売のVol.62をもって休刊するまで隔月（Vol.13までは奇数月25日、Vol.14以降は偶数月10日発売）で刊行されていた。Vol.1からVol.13までの名称は『キャラ☆メル Febri』だったが、Vol.14から『Febri』に変更された。2022年10月5日には判型をA5判からA4変形に改め、号数表記を廃して『Febri AUTUMN 2022』が刊行された。
一迅社の雑誌媒体としては2020年12月から2022年10月まで『Purizm』（プリズム）が隔月刊で発行されており、いずれも月刊ComicREXの増刊扱いとなっている。
Vol.1のキャッチコピーは「本音で語るクリエイターマガジン」。Vol.13までは毎号、杏仁豆腐が表紙を手がけていたが、Vol.14から巻頭特集と表紙が連動。巻頭特集にページ数を割く内容にリニューアルされた。

## 各号の概要

### 巻頭特集と特集
| 月刊誌時代  | 月刊誌時代 | 月刊誌時代                                                           | 月刊誌時代 |
| 号数        | 発行年月   | 巻頭特集                                                             | 特集 |
| ----------- | ---------- | -------------------------------------------------------------------- | --- |
| VOL.1       | 2010年7月  | 本音で語るクリエイターマガジン誕生！                                 | |
| VOL.2       | 2010年9月  | 『けいおん!』あずにゃん特集！＆東方Project成分増量中！               | |
| VOL.3       | 2010年11月 | 『神のみぞ知るセカイ』若木民喜大特集！                               | STAR DRIVER 輝きのタクト 俺の妹がこんなに可愛いわけがない ストライクウィッチーズ2                                                                                       |
| VOL.4       | 2011年1月  | とある魔術の禁書目録』『とある科学の超電磁砲』の鎌池和馬大特集！     | 侵略!イカ娘 イカちゃんかわいい |
| VOL.5       | 2011年3月  | 『魔法少女まどか☆マギカ』＆ニトロプラス作品虚淵玄大特集！            | 俺の妹がこんなに可愛いわけがない 花咲くいろは Rewrite |
| VOL.6       | 2011年5月  | 岸田メル大特集！                                                     | 編集部がお届けする注目作品特集！ |
| VOL.7       | 2011年7月  | 『TVアニメアイドルマスター』超特集                                   | TYPE-MOON10周年記念企画始動！ |
| VOL.8       | 2011年9月  | 大事件！『ゆるゆり』34P特集！                                        | うさぎドロップ特集 TYPE-MOON10周年記念企画第2弾 |
| VOL.9       | 2011年11月 | 『東方Project』大特集！                                              | 仮面ライダーフォーゼ Fate/Zero カーニバル・ファンタズム |
| VOL.10      | 2012年1月  | 『アイドルマスター』超特集！                                         | gdgd妖精sキャストインタビュー他 |
| VOL.11      | 2012年3月  | 虚淵玄が語る『Fate/stay night』の魅力＆『Fate/zero』大特集！         | TYPE-MOONスタッフインタビュー |
| VOL.12      | 2012年5月  | 『アイドルマスターシンデレラガールズ』                               | モーレツ宇宙海賊 這いよれ!ニャル子さん |
| VOL.13      | 2012年7月  | 杏仁豆腐大特集！                                                     | ゆるゆり♪♪ 初音ミクの消失 小説版 |
| VOL.14      | 2012年12月 | 劇場版『まどか☆マギカ』ほか、シャフトの最新作を特集                  | ネットカルチャー大特集 |
| VOL.15      | 2013年2月  | 『ビビッドレッド・オペレーション』と『PSYCHO-PASS』大特集            | 東京秋葉的遊歩術 |
| VOL.16      | 2013年4月  | 『ガールズ&パンツァー』の世界を解説＆「大辞典」で総まとめ！          | アイドルアニメの〝今〟に迫る！ |
| VOL.17      | 2013年6月  | 『翠星のガルガンティア』 ワールドアナライズ                          | アイドルマスター ミリオンライブ! |
| VOL.18      | 2013年8月  | 『ファンタジスタドール』、キャラクターデザインの魅力に迫る！         | 孤独のグルメ大特集！ |
| VOL.19      | 2013年10月 | 『艦隊これくしょん』大特集！                                         | 東方輝針城 ガッチャマンクラウズ 劇場版「あの日見た花の名前を僕達はまだ知らない。」                                                                                      |
| VOL.20      | 2013年12月 | 『艦隊これくしょん』第二次大特集！                                   | 川村敏江東映アニメーションプリキュアワークス |
| VOL.21      | 2014年2月  | 『キルラキル』大特集！                                               | 世界征服 黒星紅白デザインワークス |
| VOL.22      | 2014年4月  | 『ガンダムビルドファイターズ』高密度大特集！                         | Febri流聖地巡礼のススメ |
| VOL.23      | 2014年6月  | 大人のための『機動戦士ガンダムUC』大特集！                           | Febri流ボカロ小説徹底解説 |
| VOL.24      | 2014年8月  | 『魔法科高校の劣等生』大特集！                                       | 【ろこどる】の魅力に迫る！ |
| VOL.25      | 2014年10月 | 『アルドノア・ゼロ』大特集！                                         | 楽園追放 齋藤将嗣デザインワークス |
| VOL.26      | 2014年12月 | 「艦隊これくしょん」大特集改                                         | 四月は君の嘘美術紹介＆美術監督インタビュー |
| VOL.27      | 2015年2月  | 大人の『プリパラ』大特集！                                           | 体験型謎解き/脱出ゲーム特集！ |
| VOL.28      | 2015年4月  | 『SHIROBAKO』アニメーション制作大辞典                                | ガンダムGのレコンギスタ |
| VOL.29      | 2015年6月  | 『放課後のプレアデス』大特集！                                       | ガンプラ35th ボックスアート特集 |
| VOL.30      | 2015年8月  | 『Go! プリンセスプリキュア』大特集！                                 | 植草航ノセカイ |
| VOL.31      | 2015年10月 | 『心が叫びたがってるんだ。』特集                                     | ガッチャマン クラウズ インサイト |
| VOL.32      | 2015年12月 | 『デジモンアドベンチャー tri.』特集                                  | 今から始めるグランブルーファンタジー |
| VOL.33      | 2016年2月  | 『終物語』 板村智幸監督インタビュー他、全話解説                      | 機動戦士ガンダム サンダーボルト 真・女神転生Ⅳ FINAL |
| VOL.34      | 2016年4月  | 『昭和元禄落語心中』大特集                                           | アニメファンのための最新カードゲーム事情 |
| VOL.35      | 2016年6月  | 上坂すみれ大特集                                                     | 10代カルチャーのかたち2016 |
| VOL.36      | 2016年8月  | 『魔法つかいプリキュア!』 特集 『プリキュア』最新作の魅力に迫る!     | アニメファンのための夏の課題図書 |
| VOL.37      | 2016年9月  | 新海 誠監督最新作『君の名は。』特集                                  | 新海 誠の世界 監督のコメント付きで作品世界の魅力を解説 |
| VOL.38      | 2016年10月 | 『Thunderbolt Fantasy 東離劍遊紀』 特集                              | マクロスΔ ワルキューレ ライブレポート |
| VOL.39      | 2016年12月 | 『響け! ユーフォニアム2』 特集                                       | ろんぐらいだぁす! |
| VOL.40      | 2017年2月  | 『ユーリ!!! on ICE』 特集                                            | ガンダム ～仮面キャラの系譜～ |
| VOL.41      | 2017年4月  | 『リトルウィッチアカデミア』 特集                                    | アニメーション監督・山本沙代インタビュー 夜は短し歩けよ乙女 & 夜明け告げるルーのうた 監督・湯浅政明インタビュー                                                         |
| VOL.42      | 2017年6月  | 『正解するカド』 特集                                                | 進撃の巨人 原作者・諌山創×担当編集・川窪慎太郎 ロング対談 |
| VOL.43      | 2017年8月  | 『キラキラ☆プリキュアアラモード』 特集                               | 人生に迷ったときに読むマンガ |
| VOL.44      | 2017年10月 | マギアレコード 魔法少女まどか☆マギカ外伝』 特集                      | メイドインアビス |
| VOL.45      | 2017年11月 | 『Fate/Apocrypha』 特集                                              | GODZILLA 怪獣惑星 |
| VOL.46      | 2017年12月 | 『ガールズ＆パンツァー 最終章第１話』 特集                           | |
| VOL.47      | 2018年2月  | 『アズールレーン』 特集                                              | 脚本家・岡田麿里の世界 |
| VOL.48      | 2018年4月  | 『ヲタクに恋は難しい』 アニメ化記念 特集                             | 20代ヲタクの肖像 20代ヲタクの「ヲタ活」と「恋愛」に迫る! |
| VOL.49      | 2018年6月  | テレビアニメ『宇宙よりも遠い場所』 特集                              | ひそねとまそたん |
| VOL.50      | 2018年8月  | キズナアイ 特集                                                      | バーチャルYouTuberとつながるミライ |
| VOL.51      | 2018年10月 | 『BANANA FISH』 特集                                                 | ノスタルジック90年代少女マンガ |
| VOL.52      | 2018年12月 | 『若おかみは小学生!』 特集                                           | 風が強く吹いている |
| VOL.53      | 2019年2月  | マンガ家・なもり 特集                                                | Thunderbolt Fantasy 東離劍遊紀2 |
| VOL.54      | 2019年4月  | 『ヒプノシスマイク-Division Rap Battle-』 特集                       | 名探偵コナン 紺青の拳 |
| VOL.55      | 2019年6月  | 劇場版 『Free!-Road to the World-夢』 特集                           | さらざんまい |
| VOL.56      | 2019年8月  | 『スター☆トゥインクルプリキュア』 特集                               | |
| VOL.57      | 2019年10月 | 『プロメア』 特集                                                    | HELLO WORLD |
| VOL.58      | 2019年12月 | TVアニメ『あんさんぶるスターズ!』 特集                               | Thunderbolt Fantasy 西幽玹歌 |
| VOL.59      | 2020年2月  | 劇場版『Fate/stay night [Heaven's Feel]」III.spring song』 特集      | |
| VOL.60      | 2020年4月  | 『アイドルマスター シャイニーカラーズ』                              | 小岩井ことり1st写真集 「イヤホン・ヘッドフォンことり図鑑」 先行公開&オフショット                                                                                        |
| VOL.61      | 2020年6月  | 『新サクラ大戦 the Animation』                                       | |
| VOL.62      | 2020年8月  | 『ソードアート・オンライン アリシゼーション War of Underworld』 特集 | |
| 季刊誌時代  |            |                                                                      | |
| 傍題        | 発行年月   | 巻頭特集                                                             | 特集 |
| AUTUMN 2022 | 2022年11月 | 『SPY×FAMILY』大特集                                                 | リコリス・リコイル、モブサイコ100 Ⅲ、ゴールデンカムイ、僕のヒーローアカデミア、サマータイムレンダ、DORONJO / ドロンジョ、ワトソン・アメリア（ホロライブEnglish -Myth-） |

### 特別号
| 特集内容                                         | 発行年月   |
| ------------------------------------------------ | ---------- |
| アイマスFebri                                    | 2014年8月  |
| pixiv Febri                                      | 2015年5月  |
| ガルパンFebri                                    | 2016年1月  |
| マクロスFebri                                    | 2016年8月  |
| 〈物語〉Febri                                    | 2017年12月 |
| Febri特別号 プリキュア15周年アニバーサリーブック | 2018年9月  |

## 主な連載作品
リニューアルを経た『Febri AUTUMN 2022』ではメディア記事の掲載のみとなり、漫画や小説は掲載されていない。
漫画
- 東方茨歌仙 〜 Wild and Horned Hermit.（原作：ZUN、作画：あずまあや、Vol.1 - Vol.55）
- りせっと!（なもり、Vol.1 - ） ※Vol.4以降長期休載中
- はらすめんたりずむ（藤原々々、Vol.1 - Vol.2）※Vol.3から休載となり、Vol.8で打ち切り
- 魔法少女? うさみちゃん先生（熊ジェット、Vol.6 - ）
- ちかちかたるとたたん（tica85 bookstores、Vol.9 - ）
- さび抜きカノジョ（クール教信者、Vol.11 - ）
- アイドルマスター ミリオンライブ！ シアターデイズ Brand New Song（原作：バンダイナムコエンターテインメント　漫画：ima）

小説
- メル☆ザ☆クエーサー（文：考岡春之介（エルスウェア）、挿絵：深山和香、キャラ原案：藤島康介、Vol.1 - Vol.4）※休刊した『キャラ☆メル』から連載を引き継ぎ